# IIIe législature des Cortes de Castille-La Manche
La IIIe législature des Cortes de Castille-La Manche est un cycle parlementaire des Cortes de Castille-La Manche, d'une durée de quatre ans, ouvert le 18 juin 1991 à la suite des élections du 26 mai précédent, et clos le 4 avril 1995.

## Bureau des Cortes
| Poste                  | Titulaire                     | Parti | Parti | Circonscription |
| ---------------------- | ----------------------------- | ----- | ----- | --------------- |
| Président              | José María Barreda            |       | PSOE  | Ciudad Real     |
| Premier vice-président | Siro Torres                   |       | PSOE  | Albacete        |
| Premier vice-président | Julián Grimaldos (17/07/1991) |       | PSOE  | Cuenca          |
| Premier vice-président | Rafael López (29/09/1993)     |       | PSOE  | Albacete        |
| Second vice-président  | José Rieta                    |       | PP    | Albacete        |
| Premier secrétaire     | Mario Mansilla                |       | PSOE  | Ciudad Real     |
| Second secrétaire      | Antonio López                 |       | PP    | Guadalajara     |

## Groupes parlementaires
| Nom | Nom                                   | Début | Fin | Porte-parole                              |
| --- | ------------------------------------- | ----- | --- | ----------------------------------------- |
|     | Groupe socialiste                     | 27    | 27  | Anastasio López                           |
|     | Groupe populaire                      | 19    | 18  | Luis de Grandes Jesús García (17/06/1993) |
|     | Représentation parlementaire d'IU     | 1     | 1   | José Molina                               |
|     | Non-inscrits (à partir du 03/11/1994) | -     | 1   | Jesús Terrón                              |

## Commissions parlementaires

### Initiales
| Commission                                                                                 | Président                      | Parti | Parti | Circonscription |
| ------------------------------------------------------------------------------------------ | ------------------------------ | ----- | ----- | --------------- |
| Commissions permanentes législatives                                                       |                                |       |       |                 |
| Commission des Administrations publiques                                                   | Ramón Fernández                | PSOE  |       | Ciudad Real     |
| Commission des Administrations publiques                                                   | Jesús Velázquez (27/04/1994)   | PSOE  |       | Tolède          |
| Commission de l'Agriculture Commission de l'Agriculture et de l'Environnement (18/10/1993) | Nemesio de Lara                | PSOE  |       | Ciudad Real     |
| Commission des Affaires générales                                                          | Anastasio López                | PSOE  |       | Ciudad Real     |
| Commission du Bien-être social                                                             | Victoria Pérez                 | PSOE  |       | Tolède          |
| Commission du Bien-être social                                                             | Mercedes Bosch (26/11/1993)    | PSOE  |       | Cuenca          |
| Commission de l'Économie et des Finances                                                   | Jesús Alemán                   | PSOE  |       | Albacete        |
| Commission de l'Économie et des Finances                                                   | Francisco Moya (15/11/1993)    | PSOE  |       | Cuenca          |
| Commission de l'Éducation et de la Culture                                                 | Francisco Moya                 | PSOE  |       | Cuenca          |
| Commission de l'Éducation et de la Culture                                                 | María Castellanos (12/11/1993) | PSOE  |       | Albacete        |
| Commission de l'Industrie et du Tourisme                                                   | Rafael López                   | PSOE  |       | Albacete        |
| Commission de l'Industrie et du Tourisme                                                   | Jesús Alemán (03/11/1993)      | PSOE  |       | Albacete        |
| Commission de la Politique territoriale Commission des Travaux publics (18/10/1993)        | Alfonso Calera                 | PSOE  |       | Albacete        |
| Commission du Budget                                                                       | María Jesús García             | PSOE  |       | Guadalajara     |
| Commission de la Santé                                                                     | Jaime Pérez                    | PSOE  |       | Tolède          |
| Commissions permanentes non-législatives                                                   |                                |       |       |                 |
| Commission du Règlement                                                                    | José María Barreda             | PSOE  |       | Ciudad Real     |
| Commission du Statut du député                                                             | José María Barreda             | PSOE  |       | Ciudad Real     |
| Commissions non-permanentes                                                                |                                |       |       |                 |
| Commission sur Almadén et sa comarque (28/04/1992 au 04/04/1995)                           | Mario Mansilla                 | PSOE  |       | Ciudad Real     |
| Commission d'investigation sur la société New Techno (23/06/1994 au 26/07/1994)            | Francisco Moya                 | PSOE  |       | Cuenca          |

## Gouvernement et opposition
| Candidat         | Date                                      | Vote       |      |    |    | Résultat |
| Candidat         | Date                                      | Vote       | PSOE | PP | IU | Résultat |
| José Bono (PSOE) | 3 juillet 1991 (majorité absolue requise) | Oui        | 27   |    |    | 27 / 47  |
| José Bono (PSOE) | 3 juillet 1991 (majorité absolue requise) | Non        |      | 19 |    | 19 / 47  |
| José Bono (PSOE) | 3 juillet 1991 (majorité absolue requise) | Abstention |      |    | 1  | 1 / 47   |

## Désignations

### Sénateurs
| Parti | Parti | Sénateurs désignés        | Voix |
| ----- | ----- | ------------------------- | ---- |
| PSOE  |       | José Jerez Colino         | 27   |
| PP    |       | José Manuel Molina García | 17   |

- Désignation : 17 octobre 1991.

| Parti | Parti | Sénateurs désignés         | Voix |
| ----- | ----- | -------------------------- | ---- |
| PSOE  |       | Julián Grimaldos Grimaldos | 26   |
| PP    |       | José Manuel Molina García  | 18   |

- Désignation : 29 septembre 1993.